# Governo Montenegro I
Il Governo Montenegro I è stato il 24º governo del Portogallo,in carica per un totale di 1 anno 2 mesi 3 giorni, dal 2 aprile 2024 al 5 giugno 2025 (sebbene dimissionario dal precedente 11 marzo).
Si trattava di un governo monocolore di minoranza, nato in seguito alla vittoria del Partito Social Democratico (PSD) e della sua Alleanza Democratica (AD) alle elezioni legislative.

## Storia

### Formazione
Dopo la vittoria di misura della maggioranza relativa dei seggi da parte della coalizione Alleanza Democratica (di cui il Partito Social Democratico fu la forza di maggior peso) alle elezioni legislative, causate da una crisi di governo a sua volta innescata da un presunto scandalo di corruzione nel precedente governo, il leader Luís Montenegro fu incaricato dal Presidente Marcelo Rebelo de Sousa, il 21 marzo, di formare un nuovo governo, cosa che fece il 28 marzo, annunciando contestualmente la lista dei ministri.
Il 2 aprile, il governo è ufficialmente entrato in carica.

### Dimissioni
In seguito all’emergenza, nel febbraio del 2025, di un potenziale conflitto di interessi in capo al Primo ministro a causa di una società di consulenza da lui fondata (cui sarebbero stati affidati contratti dall’esecutivo), il governo, già da tempo sottoposto ad un forte rischio a causa della sua impossibilità di godere stabilmente di una maggioranza a suo supporto (venendo, in tal senso, già salvato ben due volte da delle mozioni di sfiducia ed aiutato nell’approvazione della legge finanziaria proprio grazie all’astensione del Partito Socialista — PS), fu presto ulteriormente pressato da una conseguente richiesta dell’Assemblea della Repubblica di istituire una commissione parlamentare d'inchiesta per accertare i fatti sopravvenuti, proprio su spinta degli stessi socialisti, divenuti presto dubbiosi del comportamento dell’esecutivo.
In tal senso, dunque, nonostante furono velocemente istituiti dei negoziati tra le parti, questi divennero presto infruttuosi, esacerbando così le tensioni con i socialisti e facendo sì che, avendo questi irrevocabilmente mutato la loro posizione in effettiva opposizione, si giungesse facilmente al rigetto di una questione di fiducia precedentemente presentata per l’occasione ed alla caduta definitiva dello stesso gabinetto, nonché all’indizione, vista l’impossibilità di ricostituire una maggioranza, di nuove elezioni.

## Compagine di governo

### Appartenenza politica
| Partito | Partito                                      | Presidente | Ministri | Totale |
| ------- | -------------------------------------------- | ---------- | -------- | ------ |
|         | Partito Social Democratico (PSD)             | 1          | 11       | 12     |
|         | CDS - Partito Popolare (CDS-PP)              | —          | 1        | 1      |
|         | Indipendenti — Alleanza Democratica (IND-AD) | —          | 3        | 3      |
|         | Indipendenti (IND)                           | —          | 2        | 2      |
| Totale  | Totale                                       | 1          | 17       | 18     |

### Situazione parlamentare
Al momento della sua formazione, il 2 aprile 2024:
| Camera                     | Collocazione | Partiti                                          | Seggi    |
| -------------------------- | ------------ | ------------------------------------------------ | -------- |
| Assemblea della Repubblica | Governo      | AD (80)                                          | 80 / 230 |
| Assemblea della Repubblica | Astensione   | PS (78)                                          | 78 / 230 |
| Assemblea della Repubblica | Opposizione  | CH (50), IL (8), BE (5), CDU (4), L (4), PAN (1) | 76 / 230 |

Al momento della sua caduta a causa del rigetto di una questione di fiducia, l’11 marzo 2025:
| Camera                     | Collocazione | Partiti                                                   | Seggi     |
| -------------------------- | ------------ | --------------------------------------------------------- | --------- |
| Assemblea della Repubblica | Governo      | AD (80)                                                   | 80 / 230  |
| Assemblea della Repubblica | Opposizione  | PS (78), CH (50), IL (8), BE (5), CDU (4), L (4), PAN (1) | 154 / 230 |

## Composizione
Partito Social Democratico (PSD)
     CDS - Partito Popolare (CDS-PP)
     Indipendenti (di area Alleanza Democratica)
     Indipendenti
| Carica                                   | Titolare | Titolare | Titolare                       | Partito      |
| ---------------------------------------- | -------- | -------- | ------------------------------ | ------------ |
| Primo ministro                           |          |          | Luís Montenegro                | PSD          |
| Esteri                                   |          |          | Paulo Rangel                   | PSD          |
| Stato e Finanze                          |          |          | Joaquim Miranda Sarmento       | PSD          |
| Difesa Nazionale                         |          |          | Nuno Melo                      | CDS-PP       |
| Istruzione, Scienza e Innovazione        |          |          | Fernando Alexandre             | Indipendente |
| Amministrazione interna                  |          |          | Margarida Blasco               | Indipendente |
| Giustizia                                |          |          | Rita Júdice                    | Indipendente |
| Affari parlamentari                      |          |          | Pedro Duarte                   | PSD          |
| Coesione Territoriale                    |          |          | Manuel Castro Almeida          | PSD          |
| Economia                                 |          |          | Pedro Reis                     | PSD          |
| Presidenza                               |          |          | António Leitão Amaro           | PSD          |
| Agricoltura e Pesca                      |          |          | José Manuel Fernandes          | PSD          |
| Lavoro, Solidarietà e Previdenza sociale |          |          | Maria do Rosário Palma Ramalho | Indipendente |
| Cultura                                  |          |          | Dalila Rodrigues               | Indipendente |
| Infrastrutture e Abitazioni              |          |          | Miguel Pinto Luz               | PSD          |
| Ambiente ed Energia                      |          |          | Graça Carvalho                 | PSD          |
| Salute                                   |          |          | Ana Paula Martins              | PSD          |
| Gioventù e Modernizzazione               |          |          | Margarida Balseiro Lopes       | PSD          |